# NGC 3118
NGC 3118 je galaksija u zviježđu Malom lavu.

## Vanjske poveznice
- SEDS: NGC 3118